# Корагатинський сільський округ (Турара Рискулова район)
Корага́тинський сільський округ (каз. Қорағаты ауылдық округі, рос. Корагатинский сельский округ) — адміністративна одиниця у складі району Турара Рискулова Жамбильської області Казахстану. Адміністративний центр — село Корагати.
Населення — 1200 осіб (2021; 1558 у 2009, 1871 у 1999, 2303 у 1989).
Станом на 1989 рік існувала Курагатинська сільська рада (села Аккайнар, Курагати, Мамиртобе, селище Курагати). 1997 року Корагатинський сільський округ був ліквідований приєднаний до складу Ленінського сільського округу, однак 2001 року округ був відновлений.

## Склад
До складу округу входять такі населені пункти:
| Населений пункт            | Старі назви | Населення, осіб (1989) | Населення, осіб (1999) | Населення, осіб (2009) | Населення, осіб (2021) |
| -------------------------- | ----------- | ---------------------- | ---------------------- | ---------------------- | ---------------------- |
| Аккайнар, село             | -           | 346                    | 248                    | 149                    | 67                     |
| Корагати, село             | Курагати    | 1464                   | 1145                   | 618                    | 803                    |
| Корагати, станційне селище | Курагати    | 221                    | 210                    | 524                    | 196                    |
| Мамиртобе, село            | -           | 272                    | 199                    | 186                    | 80                     |
| Тайкудик, село             | -           | -                      | 69                     | 81                     | 54                     |